# Juan José Morato
Juan José Morato Caldeiro (Madrid, 11 de enero de 1864-Moscú, 21 de noviembre de 1938) fue un tipógrafo, periodista, publicista y traductor español de ideología socialista.

## Biografía
Nacido el 11 de enero de 1864 en Madrid y de profesión tipógrafo, fue propagador de las doctrinas socialistas. Miembro del Partido Socialista Obrero Español, colaboró en publicaciones periódicas como El Socialista, La Lucha de Clases, La Ilustración del Pueblo, El Heraldo de Madrid, El Imparcial, El Globo, ABC, La Voz del Pueblo, Democracia, Tiempos Nuevos, El Obrero, El Motín y Nueva Era, entre otras. 
Traductor de autores marxistas, escribió biografías de políticos socialistas como Jaime Vera o Pablo Iglesias, además de títulos como la Guía práctica del compositor tipográfico sobre el arte de la tipografía y La cuna de un gigante; historia de la Asociación General del Arte de imprimir, con prólogo de Antonio García Quejido y epílogo de Matías Gómez Latorre, obra de considerable extensión que fue alabada por críticos como Eduardo Gómez de Baquero (Andrenio) en La Voz o Alberto Aguilera y Arjona en Heraldo de Madrid. Usó el pseudónimo «El Arráez Maltrapillo».
Falleció de pulmonía en Moscú en 1938, durante el transcurso en su país de la guerra civil, cuando se desplazó con la delegación española para los actos del 1 de mayo.